# Édouard Dessommes
Édouard Dessommes (La Nouvelle-Orléans, 17 novembre 1845 - Mandeville en Louisiane, 1908) est un écrivain américain francophone.

## Biographie
Né à La Nouvelle-Orléans, dans une famille francophone, il entre à 14 ans dans une école française à Paris, le collège Sainte-Barbe, suivant la coutume des créoles louisianais, et reste en France pour échapper à la Guerre de Sécession, où sa famille le rejoint en 1860. Il fait partie du cercle d'amis de Gustave Caillebotte comme le montre le tableau La Partie de bésigue (1881) où il figure à gauche.
Au moment où il a terminé ses études de médecine, il était tellement inspiré artistiquement qu'il a complètement abandonné l'idée de devenir médecin, choisissant plutôt de peindre des paysages.

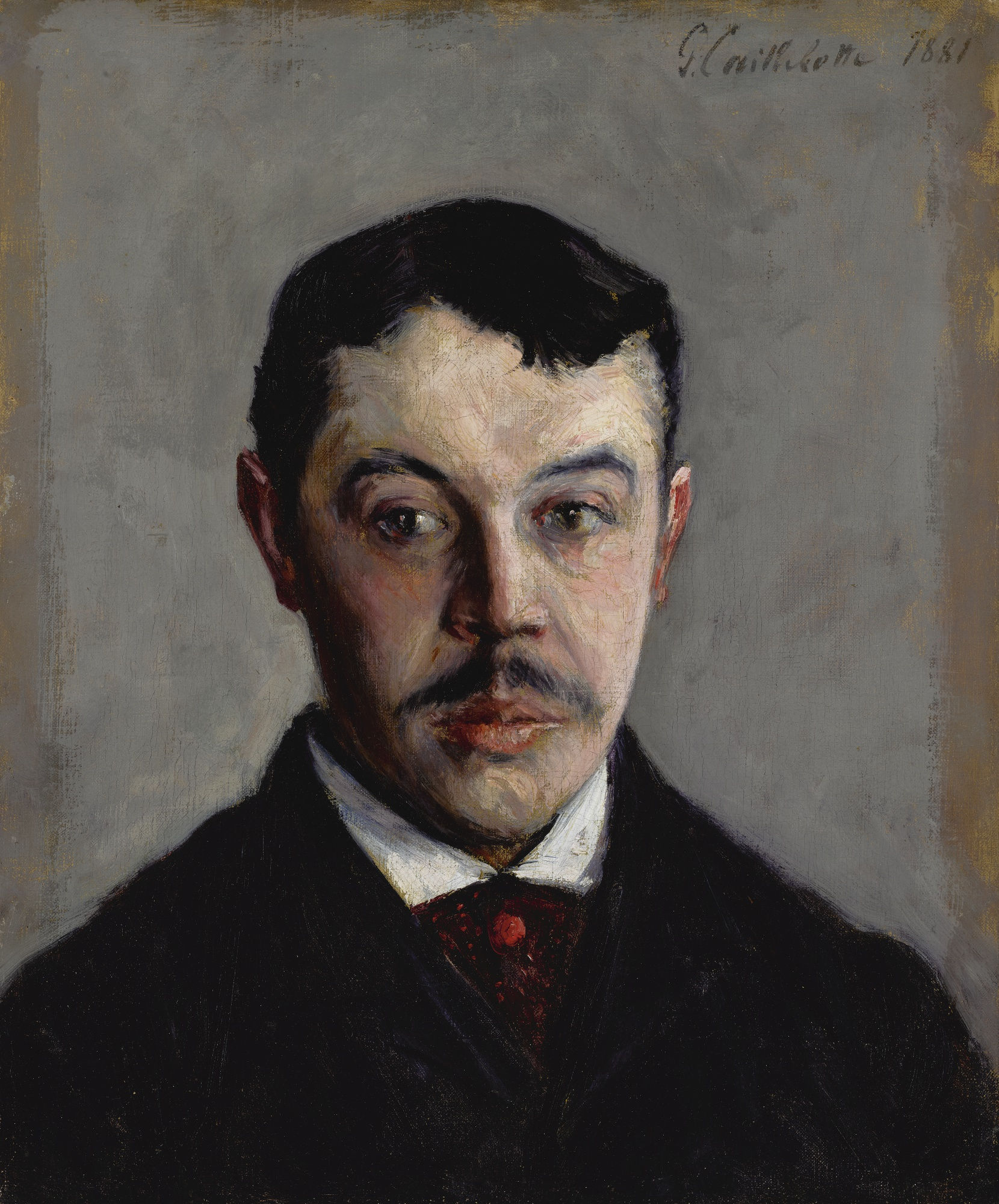
Portrait d'homme
Gustave Caillebotte, 1881
Collection privée, Vente 2018

Il publie Femme et Statue, inspirée de la Vénus de Milo en 1859. Sa production est souvent comparée à celle de Guy de Maupassant, bien que son ultime manque de succès critique et financier immédiat à Paris le conduise à retourner à la Nouvelle-Orléans vers 1887.
Il donne des cours à l'université Tulane de 1891 à 1894. puis, aigri par ses insuccès, il opte pour une vie d'ermite à Mandeville (Louisiane) où il construisit un petit cottage et cultiva un extraordinaire jardin de fleurs rempli de centaines de rosiers. Il y vécut une existence romantique mais très solitaire jusqu'à sa mort en 1908.
Il est le frère aîné de l'écrivain Georges Dessommes.

## Œuvre
- Femme et Statue, 1869
- Jacques Morel, 1870
- Comptes rendus, 1891